# 小森拓真
小森 拓真（こもり たくま、1993年8月25日 - ）は、日本のアクション俳優。栃木県出身。レッド・エンタテインメント・デリヴァー所属。
宇都宮アート&スポーツ専門学校声優・アナウンス科卒。

## 出演

### 特撮テレビドラマ
- 仮面ライダーシリーズ
  - 仮面ライダードライブ（2014年 - 2015年）[1]
  - 仮面ライダーゴースト（2015年 - 2016年）
  - 仮面ライダーエグゼイド（2016年 - 2017年） - バグスター[5]
  - 仮面ライダービルド（2017年 - 2018年）[1]
  - 仮面ライダージオウ（2018年 - 2019年） - ヒューマノイズ（EP23）[6]
  - 仮面ライダーゼロワン（2019年 - 2020年） - ダイナマイティングライオンレイダー[7]
  - 仮面ライダーセイバー（2020年 - 2021年） - ストリウス[8] / 仮面ライダーストリウス[9]、仮面ライダーソロモン[8]、ゴーレムメギド[10]
  - 仮面ライダーリバイス（2021年 - 2022年） - 仮面ライダーデモンズ[11][12]、仮面ライダーベイル[13][12]、仮面ライダーデストリーム[14][12]、仮面ライダージュウガ[15][12]、仮面ライダーデモンズトルーパー[12]、マンモス・デッドマン[12]、コング・デッドマン / コング・デッドマン フェーズ2[12]、ライオン・デッドマン[12]、ギフテリアン / ギフテリアン（TRUE）[12]、ヘルギフテリアン[12]
  - 仮面ライダーギーツ（2022年 - 2023年） - 仮面ライダーメリー[16][2]、仮面ライダーグレア[17][2]、仮面ライダーゲイザー[18][2]、仮面ライダーグルービー[2]、ジャマトライダー[2]
  - 仮面ライダーガッチャード（2023年 - 2024年）
  - 仮面ライダーガヴ（2024年 - ）
- スーパー戦隊シリーズ
  - 烈車戦隊トッキュウジャー（2014年 - 2015年）[1]
  - 手裏剣戦隊ニンニンジャー（2015年 - 2016年）[1]
  - 動物戦隊ジュウオウジャー（2016年 - 2017年）[1]
  - 宇宙戦隊キュウレンジャー（2017年 - 2018年）[1]
  - 快盗戦隊ルパンレンジャーVS警察戦隊パトレンジャー（2018年 - 2019年）[1]
  - 騎士竜戦隊リュウソウジャー（2019年 - 2020年）[1]
  - 魔進戦隊キラメイジャー（2020年 - 2021年）
  - 王様戦隊キングオージャー（2023年 - 2024年） - ミノンガン・モウズ[19][3]
  - 爆上戦隊ブンブンジャー（2024年 - 2025年）

### テレビドラマ
- 火怨・北の英雄 アテルイ伝（2013年）[1]
- 重版出来!（2016年）[1]
- モンタージュ 三億円事件奇譚（2016年）[1]
- 精霊の守り人 悲しき破壊神（2017年）[1]

### テレビ番組
- このマンガがすごい! 第5回「中川大志の『ARMS』」（2018年11月3日放送）[1]

### 映画
- 仮面ライダーシリーズ
  - 劇場版 仮面ライダードライブ サプライズ・フューチャー（2015年8月8日公開）[1]
  - 仮面ライダー×仮面ライダー ゴースト&ドライブ 超MOVIE大戦ジェネシス（2015年12月12日公開）[1]
  - 仮面ライダー1号（2016年3月26日公開）[1]
  - 劇場版 仮面ライダーゴースト 100の眼魂とゴースト運命の瞬間（2016年8月6日公開）[1]
  - 仮面ライダー平成ジェネレーションズ Dr.パックマン対エグゼイド&ゴーストwithレジェンドライダー（2016年12月10日公開）[1]
  - 劇場版 仮面ライダーエグゼイド トゥルー・エンディング（2017年8月5日公開）
  - 仮面ライダー平成ジェネレーションズ FINAL ビルド&エグゼイドwithレジェンドライダー（2017年12月9日公開）[1]
  - 劇場版 仮面ライダービルド Be The One（2018年8月4日公開）[1]
  - 平成仮面ライダー20作記念 仮面ライダー平成ジェネレーションズ FOREVER（2018年12月22日公開）[1]
  - 劇場版 仮面ライダージオウ Over Quartzer（2019年7月26日公開）
  - 仮面ライダー 令和 ザ・ファースト・ジェネレーション（2019年12月21日公開）
  - 仮面ライダー電王 プリティ電王とうじょう!（2020年8月14日公開）
  - 劇場版 仮面ライダーゼロワン REAL×TIME（2020年12月18日公開）
  - 劇場短編 仮面ライダーセイバー 不死鳥の剣士と破滅の本（2020年12月18日公開）
  - 劇場版 仮面ライダーリバイス（2021年7月22日公開） - 研究員 役
  - 仮面ライダー ビヨンド・ジェネレーションズ（2021年12月17日公開） - 仮面ライダーセンチュリー[20][12]
  - 劇場版 仮面ライダーリバイス バトルファミリア（2022年7月22日公開）[21]
  - 仮面ライダーギーツ×リバイス MOVIEバトルロワイヤル（2022年12月23日公開） - 仮面ライダーシーカー[22][2]、仮面ライダーグレア[23]
  - 仮面ライダー THE WINTER MOVIE ガッチャード&ギーツ 最強ケミー★ガッチャ大作戦（2023年12月22日公開）
- スーパー戦隊シリーズ
  - 手裏剣戦隊ニンニンジャー THE MOVIE 恐竜殿さまアッパレ忍法帖!（2015年8月8日公開）[1]
  - 手裏剣戦隊ニンニンジャーVSトッキュウジャー THE MOVIE 忍者・イン・ワンダーランド（2016年1月23日公開）[1]
  - 劇場版 動物戦隊ジュウオウジャー ドキドキサーカスパニック!（2016年8月6日公開）[1]
  - 劇場版 動物戦隊ジュウオウジャーVSニンニンジャー 未来からのメッセージ from スーパー戦隊（2017年1月14日公開）[1]
  - 快盗戦隊ルパンレンジャーVS警察戦隊パトレンジャー en film（2018年8月4日公開）[1]
  - 騎士竜戦隊リュウソウジャー THE MOVIE タイムスリップ!恐竜パニック!!（2019年7月26日公開）
  - 劇場版 騎士竜戦隊リュウソウジャーVSルパンレンジャーVSパトレンジャー（2020年2月8日公開）
  - 魔進戦隊キラメイジャー エピソードZERO（2020年2月8日公開）
  - 機界戦隊ゼンカイジャー THE MOVIE 赤い戦い! オール戦隊大集会!!（2021年2月20日公開）
  - 映画 王様戦隊キングオージャー アドベンチャー・ヘブン （2023年7月28日公開）
- 土竜の唄 香港狂騒曲（2016年12月23日公開）[1]
- 仮面ライダー×スーパー戦隊 超スーパーヒーロー大戦（2017年3月25日公開）
- セイバー+ゼンカイジャー スーパーヒーロー戦記（2021年7月22日公開）

### Web配信ドラマ
- 警察戦隊パトレンジャー Feat. 快盗戦隊ルパンレンジャー 〜もう一人のパトレン2号〜（2018年、東映特撮ファンクラブ）
- 仮面ライダージオウ スピンオフ RIDER TIME（2019年）
  - 仮面ライダージオウ スピンオフ PART1『RIDER TIME 仮面ライダーシノビ』
  - 仮面ライダージオウ スピンオフ PART2『RIDER TIME 仮面ライダー龍騎』
- ドライブサーガ 仮面ライダーブレン（2019年）
- 仮面ライダースペクター×ブレイズ（2021年）
- 仮面ライダーリバイス The Mystery（2022年）
- リバイスレガシー 仮面ライダーベイル（2022年） - 仮面ライダーベイル[12]
- 仮面ライダージャンヌ&仮面ライダーアギレラ withガールズリミックス（2022年）
- 仮面ライダージュウガVS仮面ライダーオルテカ（2023年）
- ギーツエクストラ 仮面ライダーパンクジャック（2023年）
- ギーツエクストラ 仮面ライダータイクーンmeets仮面ライダーシノビ（2023年）
- ギーツエクストラ 仮面ライダーゲイザー（2024年）
- 仮面ライダーアウトサイダーズ（2024年） - 仮面ライダージュウガ[24]
- 王様戦隊キングオージャー IN SPACE（2024年）

### オリジナルビデオ
- 仮面ライダーシリーズ
  - ドライブサーガ 仮面ライダーマッハ/仮面ライダーハート（2016年）
  - 仮面ライダーエグゼイド トリロジー アナザー・エンディング（2018年）
    - 仮面ライダーブレイブ&仮面ライダースナイプ
    - 仮面ライダーパラドクスwith仮面ライダーポッピー
    - 仮面ライダーゲンムVS仮面ライダーレーザー

  - ビルド NEW WORLD（2019年）
    - 仮面ライダークローズ
    - 仮面ライダーグリス

  - 仮面ライダージオウ NEXT TIME ゲイツ、マジェスティ（2020年）[25]
  - てれびくん超バトルDVD 仮面ライダーセイバー 集え！ヒーロー!!爆誕ドラゴンてれびくん（2021年）
  - ゼロワン Others 仮面ライダー滅亡迅雷（2021年）
  - 仮面ライダーセイバー 深罪の三重奏（2022年）
  - てれびくん超バトルDVD 仮面ライダーリバイス 2号ライダーはじめました～♪（2022年）
  - リバイスForward 仮面ライダーライブ&エビル&デモンズ（2023年） - 仮面ライダーライブ[26]
  - 仮面ライダーギーツ ジャマト・アウェイキング（2024年）
- 王様戦隊キングオージャーVSドンブラザーズ（2024年）
- 王様戦隊キングオージャーVSキョウリュウジャー（2024年）

### 舞台
- さくらさく[1]
- 花火、舞い散る[1]